# 宮尾浩史
宮尾 浩史（みやお ひろふみ、1964年12月13日 - ）は、日本の篤農家。宮尾農園代表。新潟国家戦略特区 で自然栽培による地方創生に尽力している。

## 人物
1971年9月22日、新潟県豊栄市大月の江戸時代から続く農家の10代目に生まれる。1984年、長岡工業高等専門学校機械工学科を卒業。加島屋製造部（北海道で筋子、鱈子、ウニの加工に携わる）。1994年、就農。1995年、平飼い養鶏を導入。1998年、地域資源と震業を考える会・（結いの会）を設立。2002年、豊栄田んぼの学校を主催。2006年、新潟有機稲作研究会を設立。2008年、村上・豊栄飼料用米生産利用推進協議会を設立。2010年、にっぽんトラベルレストラン、丸の内朝大学、奨学米などに参加。2016年9月13日、TV出演、イタリア有機農業を訪ねる『農家JAPAN〜“新潟モデル”で未来をつかめ！』。

## 出演番組
- TBSニュースバード（2016年9月13日）[7]

## 関連記事
- 自然栽培の仲間達[8]